# Storuman (tó)
A Storuman-tó Svédországban a Lappföldön, Västerbotten megyében található, az Umeälven völgyében. E folyó táplálja északnyugatról, és vezeti el fölös vizét délkeleten. Déli sarkában található Storuman település.
A tó két különböző részből áll. A mintegy 30 kilométer hosszú északnyugati nyúlványa keskenyen kanyarog a 4-500 méter magas hegyek szegélyezte partok között. Itt a tó mélysége eléri a 112 métert, míg szélessége csak 500 méter körül van. Délkeleten a tó kiszélesedik egészen 6 kilométerig és partjai alacsonyabbá válnak. Itt található a Luspholmen sziget is.
A tó partján halad az E12, illetve a Kék út.

## Fordítás
- Ez a szócikk részben vagy egészben a Storuman (sjö) című svéd Wikipédia-szócikk ezen változatának fordításán alapul.  Az eredeti cikk szerkesztőit annak laptörténete sorolja fel. Ez a jelzés csupán a megfogalmazás eredetét és a szerzői jogokat jelzi, nem szolgál a cikkben szereplő információk forrásmegjelöléseként.